# KF 슈켄디야
KF 슈켄디야(마케도니아어: ФК Шкендија, FK Shkendija, 알바니아어: KF Shkëndija KF 슈켄디야)는 테토보를 연고로 하는 북마케도니아의 축구 클럽이다. 현재는 프르바 리가에 참가하고 있다. 2010-11 시즌 구단 역사상 처음으로 북마케도니아 1부 리그에서 우승하였다. 이후 2017-18, 2018-19 시즌에 연속 우승을 차지했다.

## 성적
- 북마케도니아 1부 리그 우승 5회 (2010-11, 2017-18, 2018-19, 2020-21, 2024-25)
- 북마케도니아 슈퍼컵 우승 1회 (2011)
- 북마케도니아 2부 리그 우승 3회 (1995-96, 1999-2000, 2009-10), 준우승 1회 (2003-04)
- 북마케도니아컵 우승 2회 (2015-16, 2017-18), 준우승 3회 (2005-06, 2012-13, 2016-17)

## 선수 명단

### 현역
- 다슈미르 엘레지(2020 ~ 2023, 2023 ~ )
- 엔누르 토트레(2014 ~ 2021, 2023 ~ )
- 에랄도 치나리(2023 ~ )

## 역대 감독
| 감독              | 임기 |
| ----------------- | ---- |
| 토마스 브르다리치 | 2017 |

틀:KF 슈켄디야 선수 명단